# Echternacher Hof (Kröv)

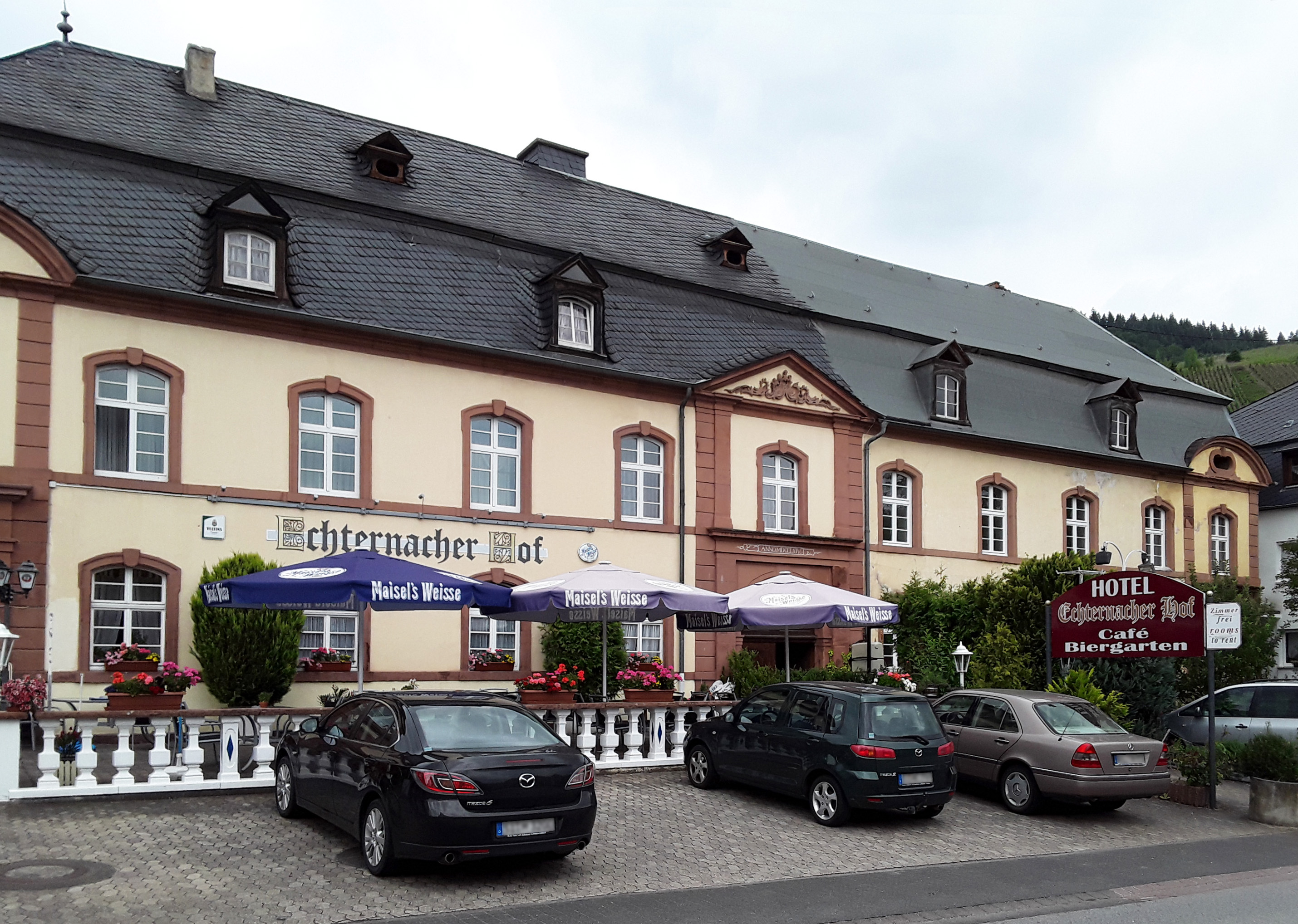
Ehemaliger Echternacher Hof in Kröv

Der Echternacher Hof in Kröv, einer Ortsgemeinde im Landkreis Bernkastel-Wittlich in Rheinland-Pfalz, wurde  1764 errichtet. Der Zehnthof der Abtei Echternach an der Moselweinstraße 22/24 und der Robert-Schuman-Straße 19/21/21a/27 ist ein geschütztes Kulturdenkmal.
In Kröv existierten bis zur Säkularisation circa 20 klösterliche oder adelige Höfe. Die Dreiflügelanlage des Echternacher Hofes mit langgestreckter Front zur Mosel wird heute als Hotel mit Café genutzt.
Die straßenseitige Fassade mit elf Fensterachsen besitzt einen flachen Mittelrisalit, der von rotem Sandstein eingefasst und von einem Dreiecksgiebel bekrönt ist. Das Portal wird von Pilastern gerahmt. Im Dreiecksgiebel waren ursprünglich der Echternacher Doppeladler und das Wappen des Abtes Michael Hormann angebracht, unter dem der Hof erbaut wurde. Alle Fenster sind rundbogig mit Sandsteinrahmung. Um das Gebäude herum verläuft ein Sandsteingesims.
Die rückwärtigen Gebäude waren Scheunen für Korn und Weinkeller.